# Orthetrum triangulare
Orthetrum triangulare – gatunek ważki z rodziny ważkowatych (Libellulidae).